# Phelipanche bohemica
Phelipanche bohemica är en snyltrotsväxtart som först beskrevs av Celak., och fick sitt nu gällande namn av J. Holub och Zazvorka. Phelipanche bohemica ingår i släktet Phelipanche och familjen snyltrotsväxter. Inga underarter finns listade i Catalogue of Life.